# میرخواند
محمد بن خاوندشاه بن محمود شناخته‌شده به نام میرخواند یا میرخوند (زادهٔ ۸۳۷ هجری قمری – مرگ ۲ ذی‌قعده یا رجب ۹۰۳ یا ۹۰۴ هجری قمری تاریخ‌نگار سدهٔ نهم هجری است. اثر برجستهٔ او روضةالصفا نام دارد.
پدر اوبرهان‌الدین خاوندشاه از سادات بخارایی بود و به بلخ کوچیده‌بود. خود میرخواند بیشتر زندگیش را در هرات و در پناه امیر علیشیر نوایی زیست. کتاب روضةالصفا فی سیرةالانبیاء والملوک والخلفاء - که بیشتر روضةالصفا می‌خوانند و به تاریخ جهان از آغاز تا زمان نویسنده بازمی‌گردد- را به نام او نوشت. این کتاب به زبان ترکی هم برگردان شده‌است.
میرخواند نیای خواندمیر است.